# Divas no Divã
Divas no Divã é um livro de autoria da atriz e escritora brasileira Chris Linnares, lançado em 2002 pela Editora Gente (ISBN 8573123672).

## Enredo
Narra a história de uma mulher com sucesso profissional e financeiro, porém solitária, insatisfeita e com baixa auto-estima. A personagem alimenta o desejo secreto de ser igual a uma Diva, uma personagem dos filmes românticos. Na ânsia para que esse seu desejo torne-se realidade ela encontra o personal trainer da felicidade, uma pessoa que lhe ajudará a realizar este seu desejo.
A Revista Época (03/06/2002), uma das três maiores revistas informativas da América Latina, destacou o livro como "uma das pérolas sobre o comportamento humano no seu gênero literário"[carece de fontes?]. Já o Jornal A Tribuna de Santos, colocou o livro Divas no Divã na lista dos dez mais vendidos[carece de fontes?].